# شرفة (خدا أفرين)
شرفة هي قرية في مقاطعة خدا أفرين، إيران. عدد سكان هذه القرية هو 604 في سنة 2006.